# Куэнка, Валентина
Валентина Куэнка (исп. Maria Valentina Cuenca Torriz) (5 июня 1996, Мехико, Мексика) — мексиканская актриса, известная зрителям как актриса детских ролей.

## Биография
Родилась в семье актёра Энрике Куэнка (1940—2000). В мексиканском кинематографе дебютировала в 1998 году и с тех пор снялась в 6 телесериалах в детских ролях. По состоянию на 2017 г. актриса занята на съёмках телесериала «Как говорится».

## Фильмография

### Избранные телесериалы
- 1998 — «Камила[англ.]» — Розалия.
- 2005 — «Наперекор судьбе» — Беатрис.
- 2008-н. в. — «Роза Гваделупе» — Динора.
- 2011-н. в. — «Как говорится» — Фернанда.